# Crocota
Crocota is een geslacht van vlinders van de familie spanners (Geometridae), uit de onderfamilie Ennominae.

## Soorten
- C. niveata (Scopoli, 1763)
- C. ostrogovichi Caradja, 1930
- C. peletieraria (Duponchel, 1830)
- C. pseudotinctaria Leraut, 1999
- C. ricaria Hübner & Geyer, 1837
- C. tinctaria (Hübner, 1799)